# 로미오와 줄리엣 (1996년 영화)
《로미오와 줄리엣》(Romeo + Juliet)은 1996년 공개된 미국의 로맨스 영화이다. 윌리엄 셰익스피어의 동명의 희곡을 기반으로 바즈 루어만 감독이 1990년대 현대시대 버전으로 새롭게 각색하였다.

## 배역
- 레오나르도 디카프리오 : 로미오 역
- 클레어 데인즈 : 줄리엣 역
- 존 레귀자모 : 티볼트 역
- 자크 오스 : 그레고리 역
- 제이미 케네디 : 샘슨 역
- 대쉬 미혹 : 벤볼리오 역
- 빈센트 라레스카 : 아브라 역
- 칼로스 마틴 만조 오타로라 : 페트루치오 역
- 피트 포스틀스웨이트 : 로렌스 신부 역
- 폴 소비노 : 풀젠치오 캐플릿 역
- 브라이언 데니히 : 테드 몬테규 역
- 폴 러드 : 데이브 패리스 역
- 제시 브래포드 : 발타사르 역
- 페드로 알타미라노 : 피터 역

## KBS 성우진 (2000년 10월 14일)
- 강수진 - 로미오(레오나르도 디카프리오)
- 이선 - 줄리엣(클레어 데인즈)
- 김소형 - 머쿠쇼(해롤드 페리뉴)
- 김익태 - 티볼트(존 레귀자모)
- 김관진 - 벤볼리오(대쉬 미혹)
- 김병관 - 신부님(피트 포스틀스웨이트)
- 황원 - 줄리엣 아버지(폴 소비노)
- 이경자 - 줄리엣 어머니(크리스티나 피클스)
- 탁원제 - 로미오 아버지(브라이언 데니히)
- 정민희 - 줄리엣 유모(미리암 마고리스)
- 이호인 - 프린스 경위(본디 커티스 홀)
- 김민석 - 데이브 패리스(폴 러드)
- 홍승섭 - 소년(제시 브래포드)
- 김영진
- 은영선
- 이명원

## 수상
- 1997년 제47회 베를린 국제 영화제
  - 은곰상:남우주연상 (레오나르도 디카프리오)
  - 파노라마 관객상 (바즈 루어만)
- 1997년 제6회 MTV 무비 어워드
  - 최고의 여자배우상 (클레어 데인즈)
- 1998년 제18회 런던 영화 비평가 협회상
  - 최우수 여우주연상 (클레어 데인즈)
- 1998년 제51회 영국 아카데미상
  - 각색상 (크레이그 피어스)
  - 데이빗 린 상 (바즈 루어만)
  - 안소니 아스퀴스상 (넬리 후퍼)
  - 미술상 (캐서린 마틴)